# 1912 aux États-Unis
Pour des articles plus généraux, voir Chronologie des États-Unis et 1912.
Chronologie des États-Unis
- 1908
- 1909
- 1910
- 1911
- 1912
- 1913
- 1914
- 1915
- 1916

Cette page concerne des événements d'actualité qui se sont produits durant l'année 1912 du calendrier grégorien aux États-Unis.

## Événements
- 6 janvier : le Nouveau-Mexique devient le quarante-septième État des États-Unis.
- 11 janvier : grève dans les usines textile de l’American Wollen Company à Lawrence (Massachusetts). L’IWW organise des défilés et des rassemblements qui réunissent 50 000 personnes. Après des affrontements avec la police qui font un mort (Anna LoPizzo, 28 janvier), la loi martiale est décrétée.
- 10 février : les enfants des grévistes de Lawrence  sont envoyés dans des familles d’accueil pour permette à leurs parents de poursuivre le mouvement.
- 14 février : l'Arizona devient le quarante-huitième État de l'Union américaine.
- 20 avril : inauguration du Fenway Park de Boston (domicile de Red Sox de Boston, MLB).
- 1er-12 mars : l’American Wollen Company finit par accorder aux grévistes de Lawrence de 5 à 11 % d’augmentation de salaire, 25 cents pour les heures supplémentaires, et s’engage à ne prendre aucune mesure contre les grévistes.
- 4 mars : la fin de la grève est votée par 10 000 grévistes présidés par Bill Haywood.
- 12 avril : organisation de la « Chambre de Commerce » des États-Unis (US Chamber of Commerce). Elle se prononce bientôt en faveur d’une « autodiscipline » en matière de restriction à la concurrence.
- 6-8 juin : éruption du Novarupta en Alaska, la plus importante du XXe siècle.
- 4 juillet : Déraillement de train près de Corning (État de New York), faisant 39 morts et 88 blessés.
- 13 juillet : Radio Act. Les opérateurs doivent obtenir une autorisation du ministère du Commerce avant d’émettre.
- 5 août : les républicains réformistes plébiscitent Roosevelt contre Taft, désigné par la convention nationale comme candidat aux élections présidentielle.
- 14 août : les États-Unis occupent le Nicaragua.
- 24 août : l’Alaska devient un territoire des États-Unis.
- Septembre : procès Ettor-Giovanitti, militants de l’IWW accusés d’être responsables de la mort d’une gréviste, Anna LoPizzo, lors des grèves du textile à Lawrence. Une campagne de soutien est organisée dans tout le pays. Ils sont innocentés.
- 14 octobre : Un déséquilibré tente d'assassiner Theodore Roosevelt.
- 5 novembre : élection de Woodrow Wilson (D) comme président des États-Unis, contre Taft (R), sur un programme de réforme, la « Nouvelle Liberté », qui propose de restaurer la libre-entreprise. Le socialiste Eugene Debs obtient 900 000 voix.
- Décembre : le Prix Nobel de la paix est attribué à l'américain Elihu Root.
- Les États-Unis occupent le Honduras (1912-1919, 1924-1925).
- Intégration des territoires réservés aux Indiens à l’Union.